# Сокирко Петро Олександрович
Петро Олександрович Сокирко (нар. 22 квітня 1961, смт Ємільчине, Житомирська область) — український підприємець, політик. Голова Миронівської райдержадміністрації (Київська область, 1998—2003). Директор Миронівського м'ясопереробного заводу «Легко» (від 2003 року). Депутат Київської облради VI скликання (2010—2015).

## Життєпис
Петро Сокирко народився 22 квітня 1961 року у смт Ємільчине на Житомирщині в робітничій родині. Батько — Олександр Йосипович, працював водієм, а мати — Олександра Порфирівна, працювала завторгом у райспоживспілці. Дідо Петра Олександровича, Йосип Герасимович, був одним із фундаторів місцевого колгоспу. Навчаючись в Ємільчинській середній школі, Петро Сокирко просто марив автосправою. Тож разом з атестатом про середню освіту він отримав водійське посвідчення. Після закінчення школи вступав до військового училища, але згодом зрозумів, що військова справа — не його покликання.
1978 року Петро Олександрович розпочав свій трудовий шлях робітником, а згодом став інструктором-методистом з фізкультури і спорту при  Ємільчинському споживчому товаристві. Упродовж 1979—1981 років він проходив службу у лавах збройних сил Радянського Союзу у місті Луга Ленінградської області. Після демобілізації, до грудня 1981 року він працював водієм у Ємільчинській транспортній конторі РСТ.
1981 року Сокирко став слухачем підготовчого відділення Київського автомобільно-дорожнього інституту, а за рік — студентом цього вишу. Брав участь у роботі різних студентських наукових гуртків, виступав із доповідями на наукових конференціях, був старостою групи. Отримавши диплом інженера-будівельника із відзнакою, за направленням у 1987 році почав працювати майстром у Миронівському міжгосподарському шляхово-будівельному управлінні, яке виконувало багато замовлень сільськогосподарських підприємств та інших організацій як Миронівського району, так і за його межами. Вже у вересні 1987 року він став виконробом дільниці № 1 управління.
Люди, з якими розпочинав свою трудову діяльність Петро Сокирко, та керівники району без сумніву не помилилися, коли неодноразово обирали його депутатом Миронівської районної ради, а 1994 року його призначили на посаду заступника голови Миронівського міськвиконкому. У листопаді 1995 року він став першим заступником голови Миронівської районної державної адміністрації. 25 травня 1998 року Указом Президента України «Про призначення П. Сокирка головою Миронівської районної державної адміністрації Київської області» був призначений на посаду голови Миронівської райдержадміністрації. Зусиллями Петра Олександровича в Миронівському районі вперше в державі було здійснено перехід від централізованого до індивідуального опалення багатоповерхових будинків. За період, коли він обіймав посаду голови Миронівської райдержадміністрації, було проведено багато робіт із реконструкції та відновлення закладів охорони здоров'я і освіти.
Упродовж 1999—2002 років Петро Олександрович Сокирко без відриву від виробництва навчався в Українській академії державного управління при Президентові України. Того ж року був нагороджений орденом святого рівноапостольного князя Володимира Великого УПЦ МП.
За вагомий особистий внесок у соціально-економічний і культурний розвиток територіальної громади, становлення місцевого самоврядування, високий професіоналізм завоював беззаперечний авторитет серед жителів краю. 19 листопада 2004 року був нагороджений орденами Почаївської ікони Пресвятої Богородиці та преподобного Нестора Літописця УПЦ МП, а 26 грудня 2006 року — Почесною грамотою Кабінету Міністрів України.
Нині Петро Сокирко є директором Миронівського м'ясопереробного заводу, що спеціалізується на  комплексній переробці курятини, свинини, яловичини та виготовляє формовані м'ясні вироби ТМ «Легко!». 2007 року директор ПАТ «МПЗ «Легко» був нагороджений орденом «За заслуги» III ступеня. Під керівництвом Петра Олександровича підприємство налагодило співпрацю із закордонними компаніями, експортує продукцію до Білорусі, Казахстану, Грузії, Молдови. У червні 2009 року Європейська комісія провела інспектування ПАТ «МПЗ «Легко!» і надала його продукції позитивну оцінку. У липні 2013 року підприємству було присвоєно єврономер, і воно отримало дозвіл на постачання власної продукції до країн Євросоюзу. Нині МПЗ «Легко» входить до четвірки самих високотехнологічних підприємств Європи.
2010 року був обраний депутатом Київської обласної ради VI скликання за списками Партії регіонів.
24 квітня 2011 року Петро Сокирко був нагороджений медаллю преподобних Антонія та Феодосія Печерських УПЦ МП. Від 22 липня 2015 року по 20 квітня 2016 року — член наглядової ради ПАТ «Миронівський хлібопродукт».
На чергових місцевих виборах 25 жовтня 2015 року Петро Сокирко обраний депутатом Миронівської районної ради за списками партії „Блок Петра Порошенка «Солідарність»“.

## Нагороди, грамоти
- Орден Святого Рівноапостольного князя Володимира Великого УПЦ МП (1998);
- Орден Почаївської ікони Божої Матері УПЦ МП (2004);
- Орден преподобного Нестора Літописця УПЦ МП (2004);
- Почесна грамота Кабінету Міністрів України (2006);
- Орден «За заслуги» III ступеня (2007);
- Медаль преподобних Антонія і Феодосія Печерських УПЦ МП (2011).